# Dombeya tubulosoviscosa
Dombeya tubulosoviscosa är en malvaväxtart som beskrevs av Bénédict Pierre Georges Hochreutiner. Dombeya tubulosoviscosa ingår i släktet Dombeya och familjen malvaväxter. Inga underarter finns listade i Catalogue of Life.